# Никола Стоянов (Прилеп)
Никола Стоянов Николов е български революционер, деец на Върховния македоно-одрински комитет и Вътрешната македоно-одринска революционна организация.

## Биография
Роден е в 1880 година в централномакедонския български град Прилеп, тогава в Османската империя, днес в Северна Македония. Присъединява се към ВМОК и в 1901 – 1902 година е в четата на Алексо Поройлията, която действа в Беласица. Участва в две сражения край Шугово и край Света Петка. В 1902 година е във върховистката чета на Максим Ненов като негов помощник. В 1903 година е секретар и помощник на кичевския войвода на ВМОРО Арсо Мицков. Участва в сраженията при Добреновец, при Яворец и при Карбуница. В 1904 година е в четата на Петър Ацев, който действа в Прилепско. После действа с войводата Кръстьо Гермов – Шакир и участва в сражението на 10 август 1904 година, в което загива Никола Каранджулов. През зимата на 1904 година е в Зовик, Мориховско. В 1905 година е заловен и осъден на 3 години строг тъмничен затвор.
При избухването на Балканската война в 1912 година е доброволец в Македоно-одринското опълчение на Българската армия и служи в партизански отряд № 7 под командването на Кръстьо Гермов. През Междусъюзническата война е в отряда на Милан Гюрлуков, с който се сражава срещу сръбски части. След края на войната през Албания се изтегля в София.
На 12 февруари 1943 година, като жител на Прилеп, подава молба за народна пенсия, която е одобрена и отпусната от Министерския съвет на Царство България.